# 딜런 패튼

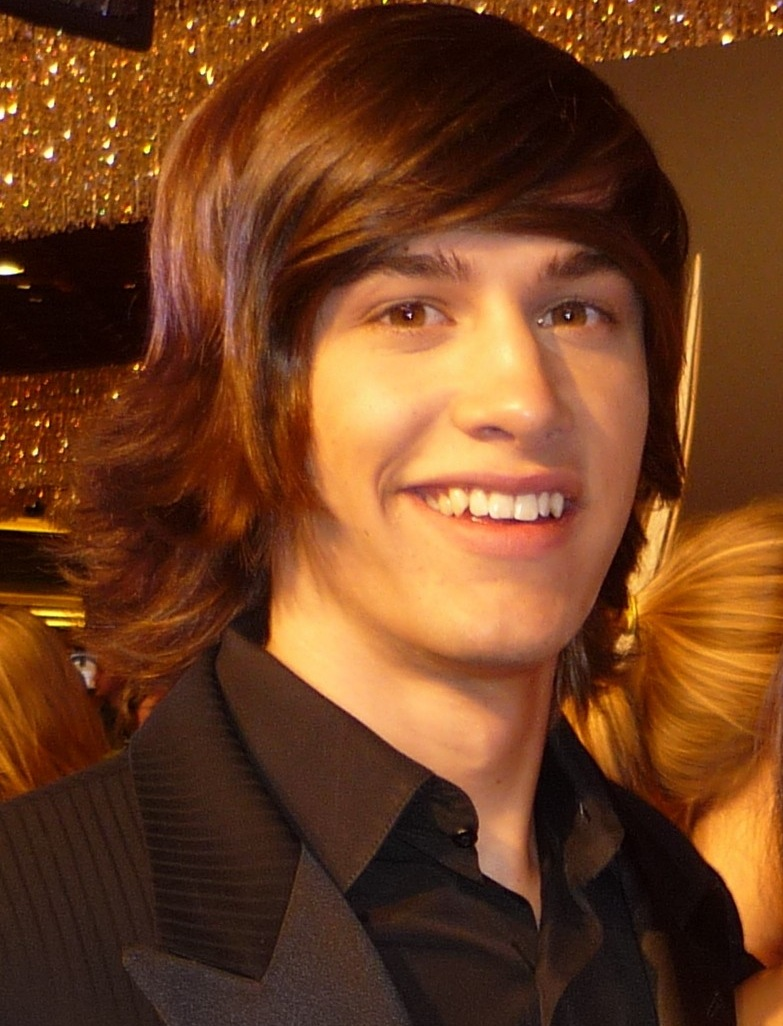

딜런 패튼(Dylan Patton, 1992년 7월 13일 ~ )은 미국의 배우, 모델이다.
덴턴에서 태어났다.

## 출연 작품

### 영화
- Crab Orchard (2005)
- Paradise, Texas (2005)
- First Strike (2009)

### 텔레비전
- 우리 생애 나날들 (2009-10)